# Tenorita
La tenorita, també anomenada melaconita quan es presenta en agregats escamosos i terrossos, és un mineral de la classe dels òxids que rep el seu nom del botànic italià Michele Tenore (1780-1861).

## Característiques
És un òxid mineral de coure amb la fórmula simple CuO. Cristal·litza en el sistema monoclínic, formant cristalls allargats, corbs, escalats o dendrítics. Comunament es pot trobar de manera pulverulenta, terrossa o massiva. La seva duresa a l'escala de Mohs és de 3,5.
Segons la classificació de Nickel-Strunz, la tenorita pertany a «04.AB: Òxids amb proporció Metall:Oxigen = 2,1 i 1:1, amb Catió:Anió (M:O) = 2:1 (i 1,8:1)» juntament amb els següents minerals: crednerita, delafossita, mcconnel·lita, bromellita, zincita, bunsenita, calç, manganosita, monteponita, períclasi, wüstita i palladinita.

## Formació i jaciments
La tenorita es forma a la intempèrie o en zones oxidades relacionades amb els jaciments primaris més profunds de sulfurs de coure, formada com sublimat volcànic secundari. El color gris-negre opac de la tenorita contrasta fortament amb el vetejat blau de la crisocol·la. Sol trobar-se associada a altres minerals com: cuprita, coure, crisocol·la, malaquita, atzurita, diversos òxids de Fe-Mn, clorurs de coure i cotunnita. Als territoris de parla catalana ha estat descrita a la pedrera del Turó de Montcada (Montcada i Reixac, Vallès Occidental), a la Collada Verda (Pardines, Ripollès), a la mina Eureka (La Torre de Cabdella, Pallars Jussà), a la mina Linda Mariquita (El Molar, Priorat) i a la mina Cueva de la Guerra Antigua (Vilafermosa, Alt Millars).

## Varietats
La geltenorita és l'única varietat coneguda de tenorita, i es tracta d'una forma de gel d'aquesta espècie mineral. Descrita originàriament a Bisbee, Districte de Warren, Cochise Co., Arizona, Estats Units.